# 69469 Krumbenowe
69469 Krumbenowe este o planetă minoră (asteroid), cu un diametru de 1,447 km, din centura de asteroizi. A fost descoperită pe 16 noiembrie 1996 la Observatorul Kleť de Jana Tichá⁠(d). 
Obiectul prezintă o orbită caracterizată de o semiaxă mare de 2,3128725712074 UAi, o excentricitate de 0,17, o înclinație de 4,2 ° în raport cu ecliptica.